# Lokum
A lokum (más néven rahat, szultánkenyér, vagy nemzetközi nevén Turkish delight, azaz török csemege) keményítőből és cukorból készült édesség. Gyakran ízesítik citrommal vagy rózsavízzel, utóbbi rózsaszínűre színezi. Állaga könnyű, zselészerű, gyakran kicsit ragadós, általában kis kockákra vágva csomagolják, porcukorral vagy kókuszreszelékkel hintve, ami megakadályozza, hogy a kockák összeragadjanak. Különféle ízesítésben kapható, van például mogyorós, pisztáciás, fahéjas, mentás, különféle gyümölcsízű is. Elkészítésekor adalékanyagként szappanfüvet is használhatnak, emulzióstabilizátorként.

## Eredete

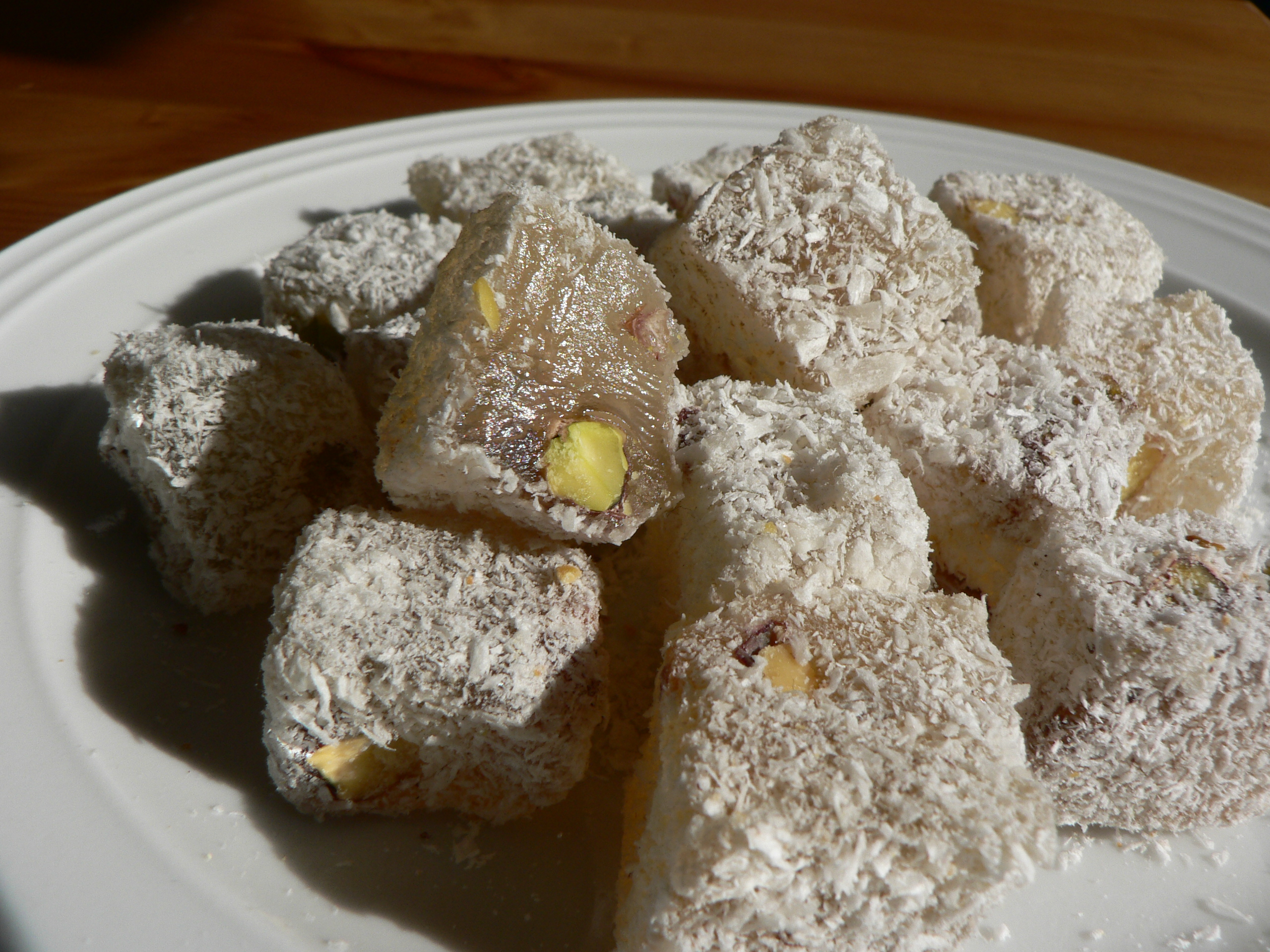
Lokum tányéron

Az 1777-ben, Isztambulban alapított Ali Muhiddin Hacı Bekir Cukrászat szerint a lokumot már a 15. század óta készítik Törökországban. Eredetileg mézet vagy melaszt használtak édesítőnek, vízzel és liszttel készült. A mai, cukrot és keményítőt alkalmazó receptet a 19. században a Hacı Bekir cukrászat fejlesztette ki.
A lokumot Európa a 19. században ismerte meg, egy ismeretlen nevű brit férfi kezdte el először Turkish Delight néven Angliába szállítani. Hamarosan egész Európában kedvelt édesség lett.

## Nevének eredete

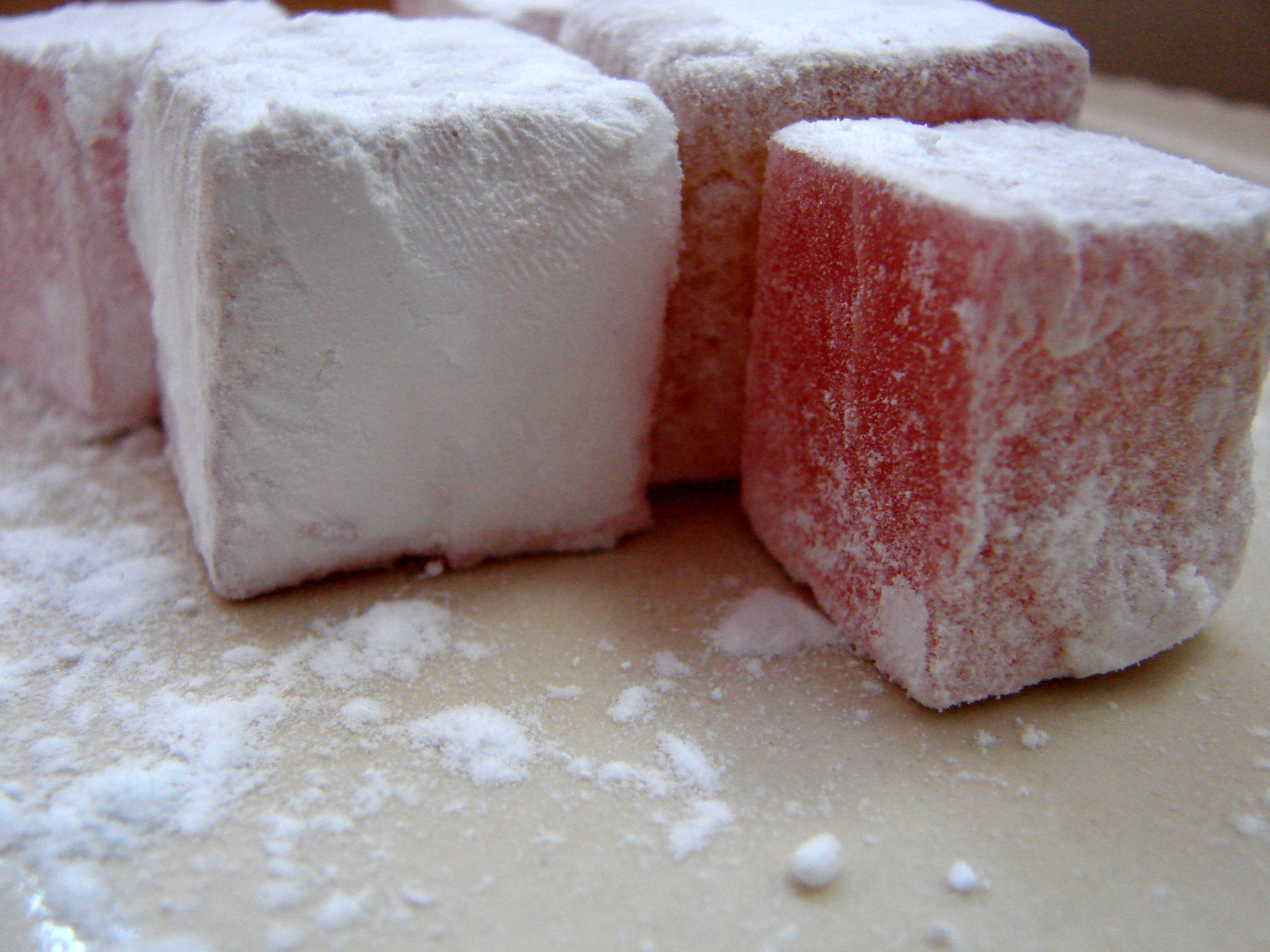
Rózsaízű lokum

A török elnevezés valószínűleg az arab eredetű lokma (lukma(t), لقمة), „falat” szóból származik. Más vélemények szerint az oszmán rahat hulkum („a torok elégedettsége”) kifejezésből származik. Líbiában حلقوم ḥalqūm néven ismerik, Bosznia-Hercegovinában rahatluk, Szerbiában ратлук/ratluk Romániában rahat a neve. Bulgáriában az eredeti török nevén (локум/lokum) ismerik. Angolul korábban lumps of delight, azaz „az élvezet falatkái” volt a neve.

## Elnevezései más országokban
- Ciprus: λουκούμι, lukúmi (Dél-Cipruson Cyprus Delight néven forgalmazzák)
- Albánia: llokum
- Bulgária és Macedónia: локум, lokum
- Románia: rahat
- Bosznia-Hercegovina: rahatluk
- Szerbia: ратлук, ratluk

Ezen kívül a Közel-Keleten is jól ismert édesség.

## A művészetekben
A lokum a művészetekben is megjelenik, Az oroszlán, a boszorkány és a ruhásszekrény című C. S. Lewis-műben Edmund Pevensie nem tud ellenállni ennek az édességnek. A Narnia krónikái filmváltozatának megjelenése után jelentősen növekedett a lokum-eladás.
Ava Luxe és Serge Lutens is forgalomba hozott olyan parfümöket, amelyeknek a nevében szerepel a lokum szó (Loukoum vagy Loukhoum), és melyek illata emlékeztet az édességére.
A Turkish Delight szerepel Madonna Hard Candy című albumának Candy Shop c. dalában is.

## Fordítás
- Ez a szócikk részben vagy egészben  a   Turkish Delight című angol Wikipédia-szócikk fordításán alapul.  Az eredeti cikk szerkesztőit annak laptörténete sorolja fel. Ez a jelzés csupán a megfogalmazás eredetét és a szerzői jogokat jelzi, nem szolgál a cikkben szereplő információk forrásmegjelöléseként.